# Tom Meynadier
Tom Meynadier, né le 27 janvier 2000 à Roanne, est un footballeur français qui évolue au poste d'arrière droit au SC Bastia.

## Biographie

### Débuts et formation
Tom Meynadier, né le 27 janvier 2000 à Roanne, commence le football en 2006 au Roannais Foot 42 puis il rejoint l'US Feurs en 2020 où il fait ses débuts en équipe première en Régional 1.

### GOAL FC
Le 1er juillet 2022, Tom Meynadier s'engage avec le GOAL FC.
Il fait ses débuts avec le GOAL FC le 20 aout 2022, remplaçant Mohamed Guilavogui (en) lors d'une victoire un but à zéro à l'extérieur lors de la 1ere journée de National 2 contre le Stade bordelais.
Le 12 novembre 2022, lors de la 10e journée de National 2 contre l'Olympique Saumur, Meynadier délivre sa première passe décisive pour Florian Raspentino (victoire 2-0).
Il effectuera un total de 36 matchs pour 6 passes décisives avec le GOAL FC en National 2 et en National durant 1 saison et demi.

### SC Bastia
Le 1er février 2024, Tom Meynadier s'engage avec le SC Bastia et signe son premier contrat professionnel jusqu'en 2026.
Il fait ses débuts avec le SC Bastia le 10 février 2024, remplaçant Charles Traoré lors d'une victoire 1-0 à l'extérieur lors de la 24eme journée de Ligue 2 contre le Quevilly Rouen Métropole.
Le 29 novembre 2024, lors du 8eme tour de Coupe de France contre l'AS Nancy-Lorraine, Meynadier délivre sa première passe décisive pour Amine Boutrah (victoire 2-0).
Le 11 juin 2025, Meynadier prolonge de deux ans avec le club Corse, initialement lié au club jusqu’en 2026 le défenseur bastiais a étendu son bail jusqu’en 2028.

## Statistiques
| Saison                | Club                  | Championnat           | Championnat | Championnat | Championnat | Coupe(s) nationale(s) | Coupe(s) nationale(s) | Coupe(s) nationale(s) | Total | Total | Total |
| Saison                | Club                  | Division              | M.          | B.          | P.d.        | M.                    | B.                    | P.d.                  | M.    | B.    | P.d.  |
| 2022-2023             | GOAL FC               | National 2            | 23          | 0           | 1           | 1                     | 0                     | 0                     | 24    | 0     | 1     |
| 2023-2024             | GOAL FC               | National              | 13          | 0           | 5           | -                     | -                     | -                     | 13    | 0     | 5     |
| Sous-total            | Sous-total            | Sous-total            | 36          | 0           | 6           | 1                     | 0                     | 0                     | 37    | 0     | 6     |
| 2023-2024             | SC Bastia             | Ligue 2               | 12          | 0           | 0           | -                     | -                     | -                     | 12    | 0     | 0     |
| 2024-2025             | SC Bastia             | Ligue 2               | 27          | 0           | 0           | 4                     | 0                     | 1                     | 31    | 0     | 1     |
| 2025-2026             | SC Bastia             | Ligue 2               | 1           | 0           | 0           | -                     | -                     | -                     | 1     | 0     | 0     |
| Sous-total            | Sous-total            | Sous-total            | 40          | 0           | 0           | 4                     | 0                     | 1                     | 44    | 0     | 1     |
| Total sur la carrière | Total sur la carrière | Total sur la carrière | 76          | 0           | 6           | 5                     | 0                     | 1                     | 81    | 0     | 7     |